# Цзинси
Цзинси́ (кит. упр. 靖西, пиньинь Jìngxī) — городской уезд городского округа Байсэ Гуанси-Чжуанского автономного района (КНР).

## История
Во времена империи Цин в 1746 году была создана Гуйшуньская область (归顺州). В 1886 году она была поднята в статусе, став Гуйшуньской непосредственно управляемой областью (归顺直隶州), а сразу после Синьхайской революции была в июне 1912 года преобразована в Гуйшуньскую управу (归顺府). Затем в Китае была проведена реформа структуры административного деления, в ходе которой области и управы были упразднены, и в 1913 году вместо Гуйшуньской управы был создан уезд Цзинси (靖西县), первый иероглиф названия которого был взят из названия когда-то существовавшей здесь крепости Цзинчэн, а второй — из названия провинции Гуанси.
После вхождения этих мест в состав КНР в конце 1949 года был образован Специальный район Лунчжоу (龙州专区), и уезд вошёл в его состав. В 1951 году уезд был переведён в состав Специального района Байсэ (百色专区). В декабре 1952 года в провинции Гуанси был создан Гуйси-Чжуанский автономный район (桂西壮族自治区), и Специальный район Байсэ вошёл в его состав. В 1956 году Гуйси-Чжуанский автономный район был переименован в Гуйси-Чжуанский автономный округ (桂西僮族自治州). В 1958 году автономный округ был упразднён, а вся провинция Гуанси была преобразована в Гуанси-Чжуанский автономный район.
В 1971 году Специальный район Байсэ был переименован в Округ Байсэ (百色地区).
Постановлением Госсовета КНР от 2 июня 2002 года округ Байсэ был преобразован в городской округ.
1 августа 2015 года уезд Цзинси был преобразован в городской уезд.

## Административное деление
Городской уезд делится на 11 посёлков и 8 волостей.

## Транспорт
Через КПП Лунбан проходит грузовой автомобильный маршрут, по которому товары из Гуандуна и Чунцина следуют во Вьетнам.